# Andrei Petrowitsch Jerschow
Andrei Petrowitsch Jerschow (russisch Андрей Петрович Ершов; * 19. April 1931 in Moskau; † 8. Dezember 1988 ebenda) war ein sowjetischer Informatiker.

## Leben
Jerschow studierte an der Lomonossow-Universität Moskau (MGU) in der Mechanisch-Mathematischen Fakultät mit Abschluss 1954. Es folgte dort die Aspirantur bei dem Kybernetiker Alexei Andrejewitsch Ljapunow. Sein Arbeitsschwerpunkt wurde die Programmierung, die bisher keine Fachrichtung an sowjetischen Hochschulen war.
Nach dem Abschluss der Aspirantur 1957 leitete Jerschow die Abteilung für Theorie der Programmierung des Rechenzentrums der Akademie der Wissenschaften der UdSSR (AN-SSSR, seit 1991 Russische Akademie der Wissenschaften (RAN)) in Moskau. Daneben lehrte er an der MGU. Mit seiner Gruppe entwickelte er das Programmierungsprogramm für die sowjetischen  BESM- und Strela-Rechner. 1958 veröffentlichte er die Monografie über das Programmierungsprogramm für Hochgeschwindigkeitsrechner, die sogleich im Ausland nachgedruckt wurde. Dieses Buch beeindruckte Donald E. Knuth, der ihn in der Folge aufsuchte und sein Freund wurde. 1959 verteidigte Jerschow mit Erfolg seine Dissertation über einige Probleme der Theorie der Algorithmen bei der Programmierung für die Promotion zum Kandidaten der physikalisch-mathematischen Wissenschaften.
1960 ging Jerschow ins Nowosibirsker Akademgorodok und leitete die Abteilung für Programmierung des Instituts für Mathematik der Sibirischen Abteilung (SO) der AN-SSSR. Mit seiner Arbeitsgruppe entwickelte er die Programmiersprachen Alfa und Alfa-b als Erweiterung von ALGOL 60 mit den entsprechenden Compilern. 1966 verteidigte er mit Erfolg seine Doktor-Dissertation über einige Probleme der Theorie der Programmierung und der Konstruktion von Compilern für die Promotion zum Doktor der physikalisch-mathematischen Wissenschaften.
Ab 1966 entwickelte Jerschow das Time-Sharing-System AIST für die SO der AN-SSSR, das schließlich 1972 von der zuständigen Kommission abgenommen und freigegeben wurde.
In den 1970er Jahren entwickelte Jerschow ein allgemeines Compilierungsschema für die automatisierte Programmierung mit Analyse der Programmeigenschaften, einem System für die Programmumwandlung, Entwicklung von Eingabesprachen und optimierenden Compilern. Dafür entstand der universelle Programmprozessor Beta. Die weitere Entwicklung in den 1980er Jahren führte zur Sprache Lexikon.
Jerschow wurde 1976 zum Korrespondierenden Mitglied der AN-SSSR gewählt.
Um Jerschow bildete sich ein Kreis von Forschern aus den Akademgorodok-Instituten, der Universität Nowosibirsk (NGU) und von Pädagogen und Schullehrern zur Entwicklung einer Schulinformatik. Auf der 3. Weltkonferenz der International Federation for Information Processing (IFIP) und der UNESCO 1981 in Lausanne hielt Jerschow einen Vortrag über Programmierung als zweite Literacy. Mit diesem Wahlspruch wurden in Nowosibirsk Experimente zum Programmier-Unterricht zur Einführung in die Informatik an Schulen begonnen. Entwickelt wurden der Rechner Agat, das Lehrsystem Schkolniza und die Programmiersprache RAPIRA. 1985 gab Jerschow mit seinen Koautoren das Schullehrbuch über Grundlagen der Informatik und Rechentechnik heraus, mit dem nun das Unterrichtsfach Informatik in vielen sowjetischen Schulen eingeführt wurde. In dem Lehrbuch wurde für das Schreiben von Algorithmen eine vereinfachte russische Algol-Sprache benutzt, die einfach Jerschol genannt wurde.
Jerschow war Teilnehmer und Organisator vieler internationaler Konferenzen. Er war Mitglied der Association for Computing Machinery (seit 1965) und der British Computer Society (seit 1974). 1984 gründete er die sowjetische Zeitschrift für Mikroprozessoren. Im selben Jahr wurde er zum Vollmitglied der AN-SSSR gewählt. Im April 1987 wurde er Vorsitzender des Wissenschaftlichen Rats der AN-SSSR für komplexe Probleme der Kybernetik.
Jerschow war einer der Pioniere der sowjetischen Korpuslinguistik.
Jerschow spielte Gitarre, sang, schrieb Gedichte und übersetzte Werke von Rudyard Kipling und anderen englischen Dichtern ins Russische.
Jerschow starb nach schwerer Krankheit. Er wurde auf dem Südfriedhof in Akademgorodok begraben.
Jerschows Namen trägt das 1990 gegründete Institut für Informatik-Systeme der SO der RAN. 2019 fand in Nowosibirsk die A.P. Ershov Informatics Conference statt.

## Ehrungen, Preise
- Ehrenzeichen der Sowjetunion (1981)[3]
- Orden des Roten Banners der Arbeit (1967, 1975, 1988)[3]
- Krylow-Preis der AN-SSSR (1983)[2]
- Preis des Ministerrats der UdSSR (1985)[2]